# Svetsmask

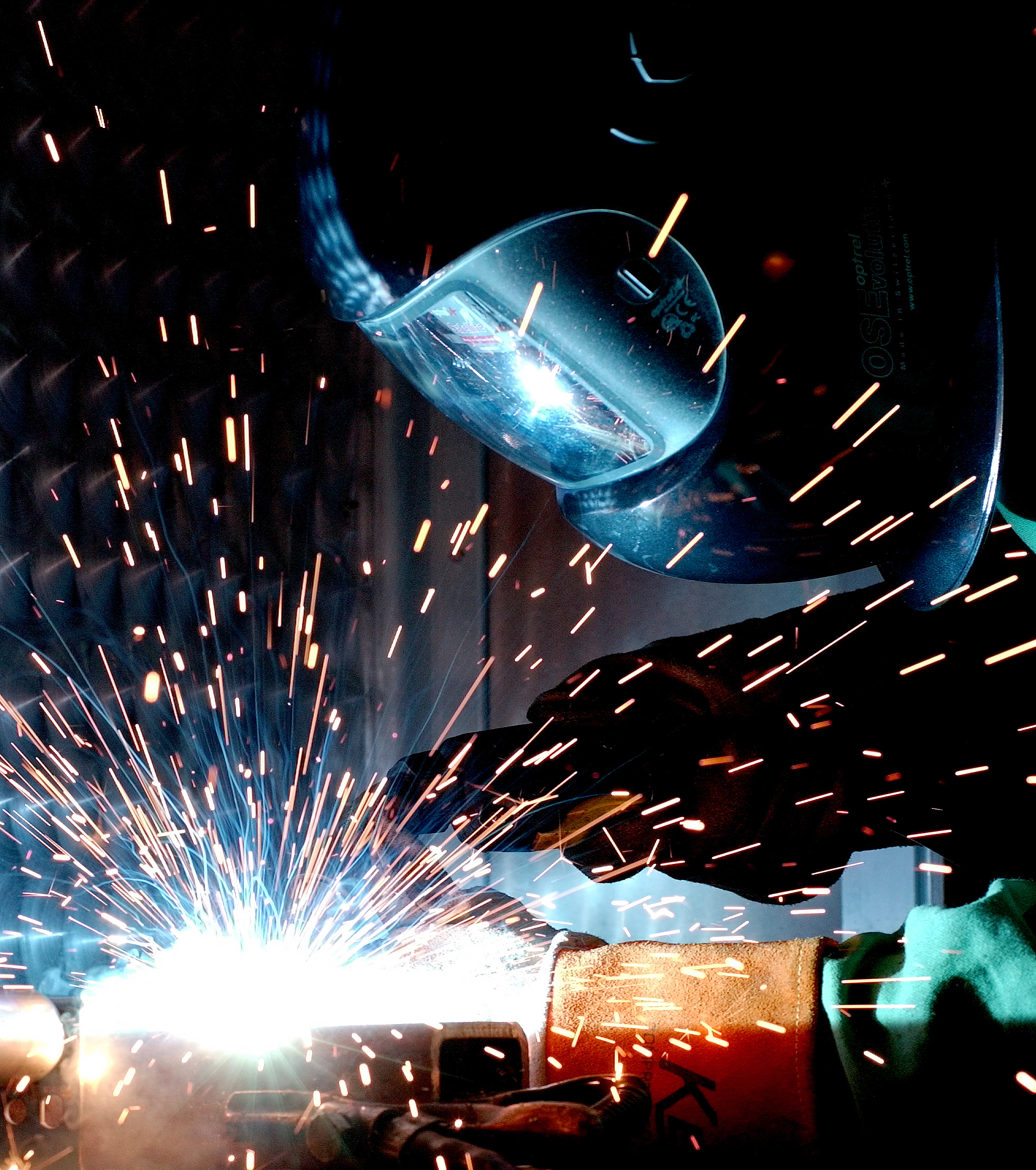
Svetsning med svetsmask

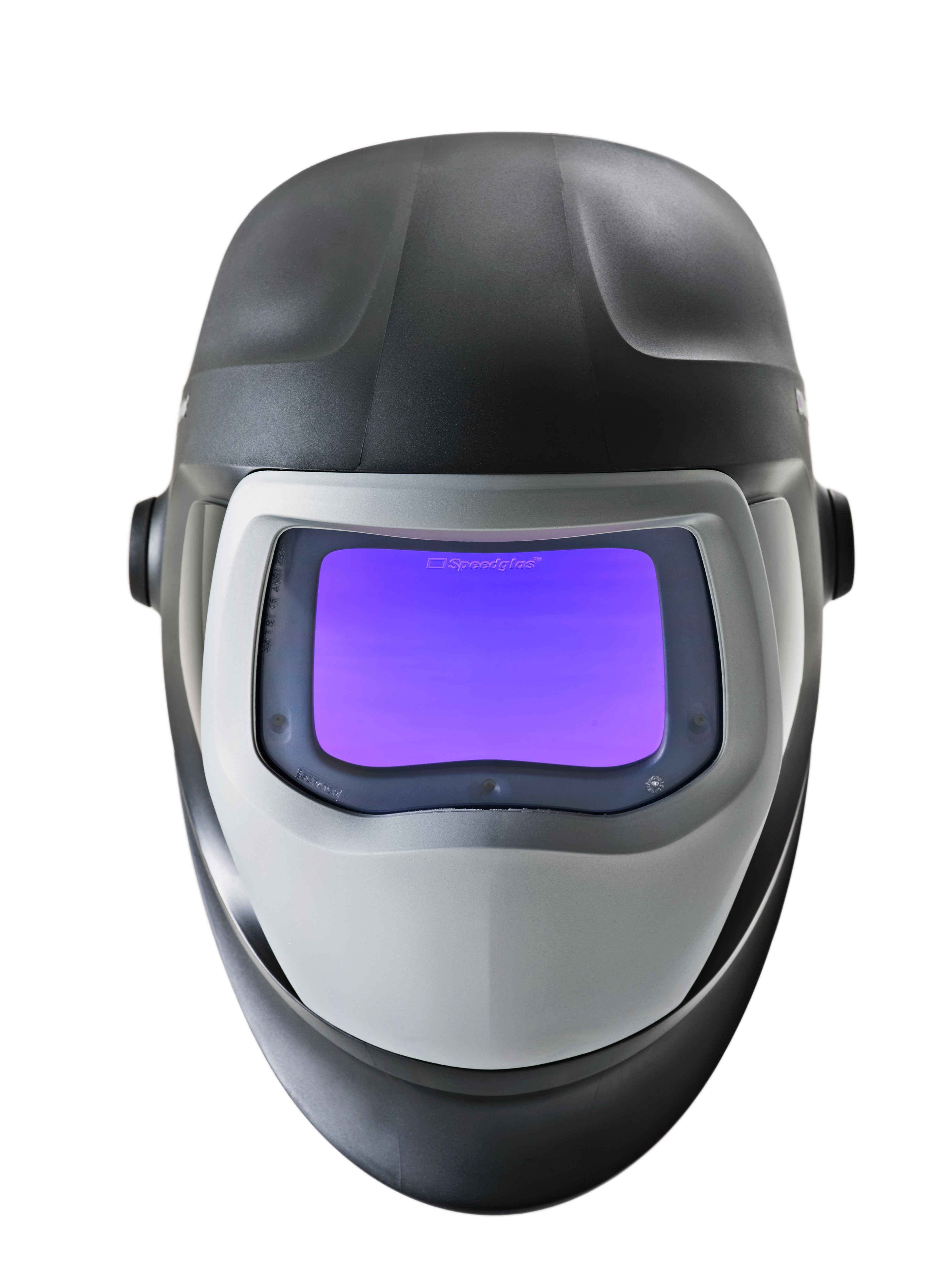
Svetsmask av typ Speedglass

Svetsmask, eller svetshjälm, är ett ansiktsskydd som används av svets- och metallarbetare.
Svetsmasken är utformad som en hjälm med visir. Den skyddar primärt ögonen från det skarpa ljuset från svetsbågen genom ett filter som är anpassat till den typ av svetsning som ska utföras. Svetsmasken är ett skydd för ögon och nacke mot svetsloppor, ultraviolett strålning, infrarött ljus och hetta. Svetsmasker kan också ha andningsskydd för att skydda mot långvarig exponering av svets- eller sliprök. Den är en ett steg säkrare utstyrsel vid skärning, slipning eller kolbågsmejsling av ett arbetsstycke än sådan utrustning som svetsglasögon, med sidoskydd,
Flertalet typer har ett fönster som täcks av ett filter, genom vilket bäraren kan se tillräckligt bra för att kunna arbeta. Fönstret tillverkas vanligen av färgat glas, färgad plast eller som ett filter med variabel densitet av ett par polariserade linser.
Svetsmasker av den typ som används idag introducerades 1937 i USA. Från 1976 utvecklade Åke Hörnell den automatiskt nedbländande svetshjälmen Speedglass, vilken marknadsfördes av det 1980 grundade företaget Hörnell Elektrooptik, senare Hörnell International AB. Detta företag utvecklades till en världsledande producent av svetshjälmar med glas belagt med flytande kristaller, vilket också blev den största arbetsgivaren i Gagnef.  Hörnells International AB köptes 2004 av 3M. Idag har Åke Hörnell utvecklat svetshjälmen Aketek.